# Ајзак Мерит Сингер
Ајзак Мерит Сингер (енгл. Isaac Singer; Питстаун, 27. октобар 1811 — Пејнтон, 23. јул 1875) је био амерички глумац, проналазач и предузетник који је 1851. године патентирао усавршену шиваћу машину за широку употребу и основао предузеће Сингер, које је убрзо после тога постало највећи произвођач и дистрибутер шиваћих машина, најпре у Северној Америци, а затим и на свету. Он је оснивач онога што је постало једно од првих америчких мултинационалних предузећа, Сингерова компанија шиваћих машина.
Многи други, укључујући Волтера Ханта и Елијаса Хауа, патентирали су машине за шивење пре Сингера, али његов успех је био заснован на практичности његове машине, лакоћи са којом је могла да се прилагоди кућној употреби и доступности на рате.
Сингер је умро 1875. године. Овај милионер је своје богатство од 13 милиона долара неједнако поделио између двадесеторо своје живе деце од својих супруга и разних љубавница, иако је један син, који је подржао своју мајку у њеном бракоразводном поступку против Сингера, добио само 500 долара. Укупно је имао 24 деце.

## Младост
Ајзак Мерит Сингер је рођен 27. октобра 1811. године у Питстаувну, Скатикок, Њујорк. Био је најмлађе од осморо деце рођене од немачког оца Адама Сингера (рођеног Рајзингер) (1772–1855) и његове америчке супруге Рут (рођене Бенсон) Сингер. Његова браћа и сестре били су Џон Валентин Сингер, Александар Сингер, Елизабет (рођена Сингер) Колби, Кристијана (рођена Сингер) Кливленд и Елијах Сингер. Године 1821. његови родитељи су се развели и Исака је ефективно напустила његова мајка. Са дванаест година, побегао је од куће да би се придружио путујућем позоришту, званом Рочестер Плејерс, након што је нашао хонорарни посао као столар и стругар.

## Каријера
Године 1839, Сингер је добио свој први патент, за машину за бушење камена, продавши је за 2.000 долара (или преко 50.000 долара у доларима из 2018. године) компанији А & М Канал Билдинг Компани. Са овим финансијским успехом, одлучио је да се врати својој глумачкој каријери. Отишао је на турнеју, формирајући трупу познату као „Мерит играчи“, која се појавила на сцени под именом „Исак Мерит“, са Мери Ен Спонслер (једном од његових љубавница) која се такође појавила на сцени, која је себе називала „госпођа Мерит“. Турнеја је трајала око пет година.
Он је развио и патентирао „машину за резбарење дрвета и метала” 10. априла 1849. године.
Леров & Блоџет шиваће машине су се конструисале и поправљале у Фелпсовој радњи. Фелпс је замолио Сингера да погледа машине за шивење, које су биле тешке за коришћење и производњу. Сингер је закључио да би шиваћа машина била поузданија када би се чунак кретао праволинијски, а не кружно, са равном, а не закривљеном иглом. Сингер је успео да добије амерички патент број 8294 за своја побољшања 12. августа 1851. године.

### А. М. Сингер & Ко
Године 1856, произвођачи Гровер & Бејкер, Сингер, Вилер & Вилсон, који су се међусобно оптуживали за кршење патента, састали су се у Олбанију у Њујорку да покрену своје парнице. Орландо Б. Потер, адвокат и председник компаније Гровер енд Бејкер, предложио је да удруже своје патенте, уместо да троше свој профит на парнице. Ово је био први патентни фонд, процес који омогућава производњу компликованих машина без правних битака око патентних права. Сложили су се да формирају Комбинацију машина за шивење, али да би ово било од користи, морали су да обезбеде сарадњу са Елијасом Хоуом, који је још увек имао одређене виталне неоспорне патенте. Услови су договорени; Хау је добијао хонорар за сваку произведену машину за шивење.
Машине за шивење почеле су да се масовно производе. А. М. Сингер & Ко је 1856. произвела 2.564 машине, а 1860. 13.000 у новој фабрици у улици Мот у Њујорку. Касније је изграђена огромна фабрика у близини Елизабета у Њу Џерзију.
До тада су машине за шивење биле индустријске машине, прављене за одећу, обућу, узде и за кројаче, али су 1856. године почеле да се пласирају мање машине за кућну употребу. Међутим, по тадашњој огромној цени од преко 100 долара ($3,500 у доларима из 2024), мали број тих машина се продао. Сингер је много инвестирао у масовну производњу користећи концепт заменљивих делова који су развили Семјуел Колт и Ели Витни за своје ватрено оружје. Он је успео да преполови цену, док је у исто време повећао своју профитну маржу за 530%. Сингер је био први који је на тржиште ставио породичну машину, „корњачина леђа”. На крају, цена је пала на 10 долара ($350 у доларима из 2024). Према PBSу, „Његов партнер, Едвард Кабот Кларк, био је пионир у плановима куповине на рате и прихватио замену, што је довело до пораста продаје.“
Жене су могле да праве предмете код куће за своје породице или за продају, а добротворне групе су почеле да подржавају сиромашније жене да пронађу корисне вештине и угледан посао у шивењу, као што су Женско радно друштво (1875), Удружење за продају радова жена ограничених средстава, Задруга игличарског друштва и повезани часописи, књиге шаблона и групни часови почели су за бољшање положаја жена које су такође желеле да имају неки облик корисне, економске активности, што је сада нудила машина за шивење код куће.
А. М. Сингер се проширио на европско тржиште, прво почевши у Бонибриџ Стирлингширу, поред ливница гвожђа које су испоручивале одливке за шасије, све док ширење нису почеле да ометају проширења ливница око њих, а затим су се преселили у Клајдбенк, успостављајући највећу фабрику машина за шивење на свету, коју је између 1882. и 1885. године изградио Џорџ Макензи у Килбовију, Клајдбанк, близу Глазгова, која се састоји од две главне производне зграде на три нивоа (једна зграда за израду домаћих машина, друга за производњу индустријских модела), са торањем високим 200 стопа (преко 60 метара) са логом имена „Сингер“ и четири сата који је био највећи четворострани торањ са сатом у то време. Сингер је отворио фабрику у Клајдбанку са 3.500 људи која је у просеку правила 8.000 шиваћих машина недељно. Фабрика је била повезана директно са железничким линијама, и преко станица у Думбартону и Хеленсбургу да би се поспешила дистрибуција. Каснија побољшања су укључивала још два нивоа за производне блокове, електрану и пилане. (Напомена: слике торња и фабричких транспортних веза су доступне у Шкотском националном рекорду зграда.) Фабрика је касније снабдевала војне и кућне машине за шивење, и производила је муницију током Другог светског рата. Године 1941, ова фабрика и околно подручје су тешко оштећени (изгубљено је 390.000 квадратних стопа, 36.000 квадратних метара, производног простора) у 'Клајдбанк Блицу' када је најмање 35.000 кућа оштећено и 500 људи, укључујући 39 радника Сингера је убијено.
Још 1880. године, Сингер машине су биле супериорније у односу на своје најближе конкуренте: информативни чланци су постали маркетиншко оруђе. До 1900-их ова фабрика, коју је контролисала матична компанија, произвела је 1,5 милиона машина продатих широм света, помажући компанији Сингер да постане једна од првих мултинационалних корпорација са седиштем у Америци, са агенцијама у Паризу и Рио де Жанеиру.

### Промене компаније у Европи
Године 1863, А. М. Сингер & Ко. је распуштена уз обострани пристанак са Едвардом Каботом Кларком који је видео Сингерову репутацију као ризик за раст; али је посао настављен тако што је Сингер поседовао 40% акција и још увек био у управном одбору, као „The Singer Manufacturing Company“, 1887. године.
Године 1871. Сингер је купио имање и настанио се са Изабелом у Пејнтону, Девон, Енглеска. Он је закупио Олдвај Маншон са 110 соба као своју приватну резиденцију, са двораном огледала, лавиринтом и вртом пећине; врт је обновио Парис Сингер, његов трећи син са Изабелом, у стилу Версајске палате. А област је постала позната локално као 'Сингертон'. Викторијанско друштво је прогласило овај посед зградом наслеђа која је у опасности од ороњавања.

### Последице на светску индустрију одеће
Сингерова прототипна шиваћа машина је постала прва која је радила на практичан начин. Могао је да сашије 900 шавова у минути, далеко боље од 40 шавова једне искусне кројачице при ручно раду. Ово је започело индустријализацију производње одеће и текстила, јер је за израду кошуље требало сат времена у поређењу са петнаест сати раније, али је и даље била потребна ручна обрада, а завршивачи су радили сами по комаду код куће, али масовна прекомерна производња од стране фабрика машина, довело до притиска на плате и до незапослености.
Године 1911, већина углавном женске радне снаге у фабрици Клајдбанк Сингер ступила је у штрајк у знак подршке 12 радника који су се противили повећаном обиму посла и нижим платама (до тада је било 11.500 запослених). Иако штрајк није успео, Сингер је отпустио 400 радника, укључујући и синдикалне вође. Сингеров штрајк је била једна од кључних акција које су довеле до протеста познатих као Ред Клајдсајд.